# Dhanauha
Dhanauha è una suddivisione dell'India, classificata come census town, di 6.213 abitanti, situata nel distretto di Jaunpur, nello stato federato dell'Uttar Pradesh. In base al numero di abitanti la città rientra nella classe V (da 5.000 a 9.999 persone).

## Geografia fisica
La città è situata a 25° 28' 08 N e 82° 34' 14 E.

## Società

### Evoluzione demografica
Al censimento del 2001 la popolazione di Dhanauha assommava a 6.213 persone, delle quali 3.280 maschi e 2.933 femmine. I bambini di età inferiore o uguale ai sei anni assommavano a 1.060, dei quali 546 maschi e 514 femmine. Infine, coloro che erano in grado di saper almeno leggere e scrivere erano 3.612, dei quali 2.276 maschi e 1.336 femmine.